# Konsulat Generalny Rzeczypospolitej Polskiej w Edynburgu
Konsulat Generalny Rzeczypospolitej Polskiej w Edynburgu (ang. Consulate General of the Republic of Poland in Edinburgh) – polska misja konsularna w Edynburgu, w Zjednoczonym Królestwie Wielkiej Brytanii i Irlandii Północnej.

## Opis
Konsulat powstał w 1985 po przeniesieniu placówki z Glasgow.
Okręg konsularny Konsulatu Generalnego RP w Edynburgu obejmuje obszar Szkocji. Do utworzenia Konsulatu Generalnego w Belfaście w 2017 obejmował także Irlandię Północną.

## Kierownicy Konsulatu
- do 1989 – Karol Rodek
- 1990–1995 – Paweł Dobrowolski
- 1995–1999 – Leszek Wieciech
- 1999–2001 – Aleksander Dietkow
- 2001–2005 – Wojciech Tyciński
- 2005–2009 – Aleksander Dietkow
- 2009–2013 – Tomasz Trafas
- 2013–2017 – Dariusz Adler
- 2017–2021 – Ireneusz Truszkowski
- 2021–2025 – Łukasz Lutostański
- od 2025 – Mirosław Sycz